# Argelès-sur-Mer
Argelès-sur-Mer (en occitano: Argelers de Mar, catalán: Argelers de la Marenda) es una localidad y comuna francesa situada en el departamento de Pirineos Orientales y la región de Occitania, perteneciente a la comarca histórica del Rosellón. 
Conocida estación balnearia situada en la costa, limita con Elne, Palau-del-Vidre, Saint-André, Sorède, Banyuls-sur-Mer y el municipio español de Espolla. Su gentilicio es argelesienes (francés, argelésiens).

## Historia
Argelès fue fundada por Hércules según cuentan las leyendas. La presencia de dos dólmenes de entre el año 2500 a. C. y el 1500 a. C., indica que el territorio se ha encontrado habitado por seres humanos desde la prehistoria, aunque empezó a cobrar importancia en la época feudal, por su posición estratégica.
La villa estuvo bajo la dependencia de los condes del Rosellón hasta finales del siglo XII, cuando fue legada al Condado de Barcelona. Poco después, ya integrado el condado en la Corona de Aragón, entre el siglo XIII y el siglo XIV, fue motivo de confrontaciones entre los reyes de Mallorca, que la tomaron en 1276 y de los reyes de Aragón. En 1298 se firmó un tratado de paz entre Jaime II de Mallorca y Jaime II el Justo, pero la paz duró muy poco. En 1344, Pedro el Ceremonioso puso sitio a la villa y acabó con el reino de Mallorca. A raíz del Tratado de los Pirineos (1659) pasa a pertenecer a la Corona francesa. En 1793, es asediada y tomada el 4 de agosto por las tropas españolas del general Ricardos, que la abandona tras la derrota en la batalla de Le Boulou en 1794. 

## Guerra de España y Segunda Guerra Mundial
La historia contemporánea de Argelès está marcada por un triste episodio. En 1939, al finalizar la guerra civil española, decenas de miles de republicanos cruzaron la frontera franco-española y fueron confinados, por las autoridades francesas, en el campo de concentración de Argelès-sur-Mer, situado en la playa norte de Argelès, y donde las condiciones de vida fueron inhumanas.  
Celestino Alfonso, José Cabrero Arnal, Josep Bartolí, Anna Delso, Amparo López Jean, Gori Muñoz, Concha Pérez Collado, Elisa Piqueras, Julián Antonio Ramírez, Adela del Campo, Manolo Valiente y los familiares de Pablo Picasso Javier Vilató y José Vilató, entre otros, fueron víctimas del campo.

## Historia reciente
Desde principios del siglo XX la población está en constante crecimiento, la ciudad se va ampliando en todos los sentidos. El último censo demuestra un aumento de 2000 habitantes contabilizado en los últimos nueve años.

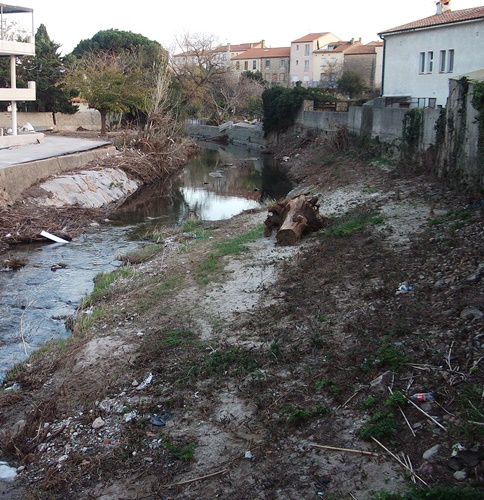
Consecuencias de la riada de 2014

El 29 de noviembre de 2014 tuvo lugar en Argelès Sur Mer una de las peores riadas que se recuerda en muchos años. En la noche del sábado al domingo el río de La Massane que baja de las montañas hasta la localidad sufrió una gran crecida provocada por las intensas lluvias que se habían producido a lo largo del día y la noche del viernes. Arrasando con todo lo que se encontraba a su paso, descendió por un pequeño valle y siguió su transcurso por una amplia y alargada depresión, que atraviesa una parte del pueblo y se encuentra conectada con numerosas casas. Cientos de coches estacionados en las inmediaciones fueron arrastrados por la fuerza del agua hasta detenerse en zonas de puentes o allí donde la riada encontraba un obstáculo insuperable. Sin embargo, pocas eran las barreras que frenaban esa brutalidad del agua. Decenas de casas y garajes quedaron anegados por el barro y la lluvia.

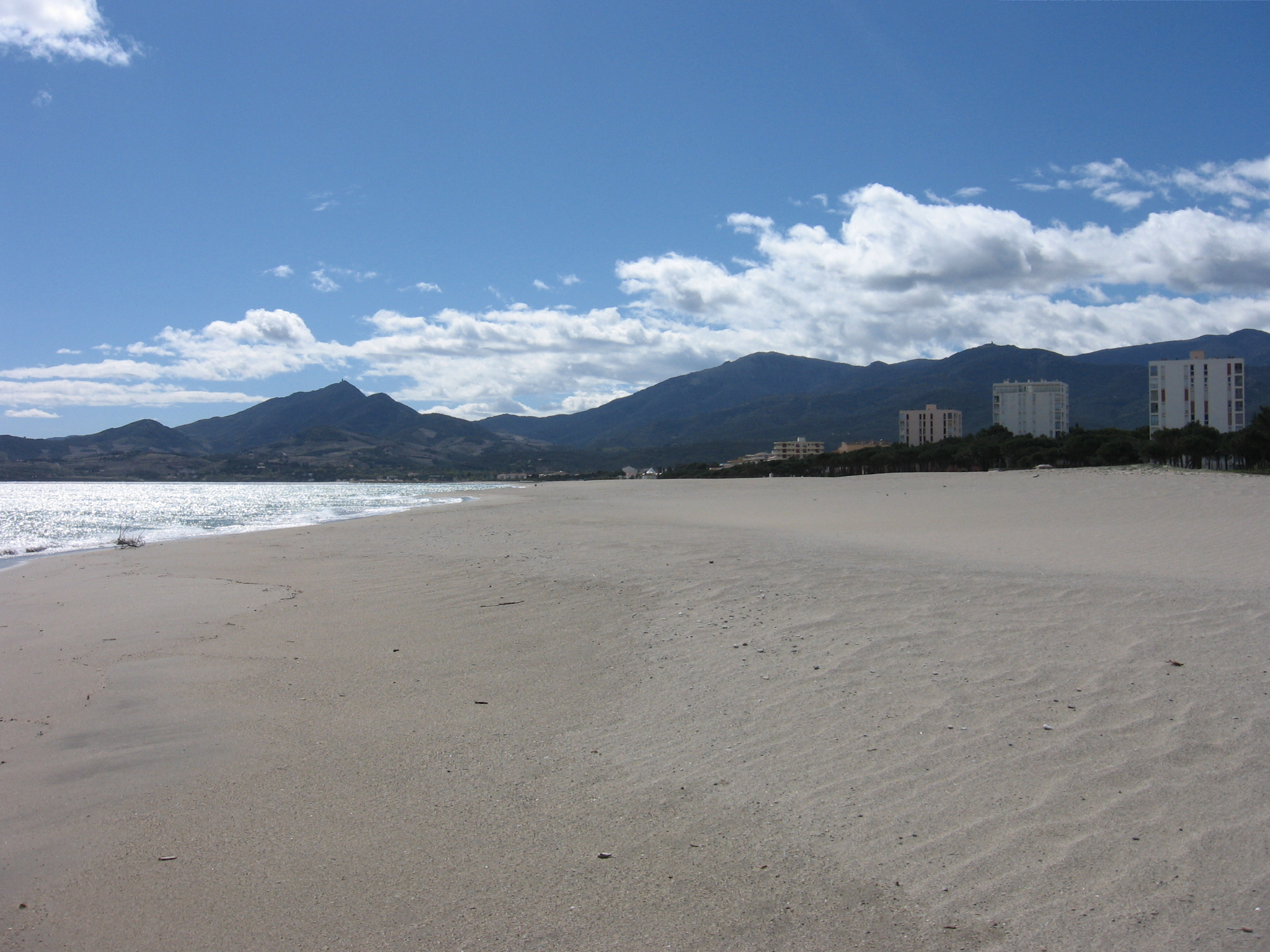
Playa del norte de Argelès

Hoy en día este pueblo francés con cierto acento catalán es un atractivo turístico para miles de extranjeros que visitan sus calles estrechas y tradicionales en el barrio más antiguo, así como sus mercados artesanales de los miércoles y sábados donde se pueden encontrar todo tipo de productos. De esta zona del centro podemos destacar también la fiesta de las Sardanas y numerosas funciones de títeres para los más pequeños. La celebración de los santos patrones de la ciudad, Cosme y Damián, a finales del mes de septiembre, el festival de música veraniego de Les Déferlantes en el Parque de Valmy y el festival de cine por parte de la asociación Cinémaginaire son tres grandes eventos importantes que hay que tener en cuenta. Además de visitar los principales lugares de interés de la zona, se pueden realizar numerosas actividades al aire libre como jugar al golf, montar a caballo o recorrer los espacios naturales en bici. Practicar deportes marítimos como windsurf, piragüismo, navegar en canoa, dar un paseo en barco o bucear por las aguas que rodean al puerto de Argelès son otras de las posibilidades que nos ofrece esta zona del mediterráneo. 
Argelès vive del turismo, sobre todo veraniego, ya que durante el resto del año es una ciudad apagada y sin brillo. Las calles están poco pobladas en los meses de invierno y prácticamente se trata de personas ancianas que llevan viviendo en la ciudad bastante tiempo. Aunque cabe destacar que en los últimos años se está mejorando ese aspecto, a raíz de la progresiva ampliación de la localidad francesa hacia la periferia por medio de la construcción de viviendas modernas que poco a poco se van habitando, a pesar de la crisis.

## Gobierno y política

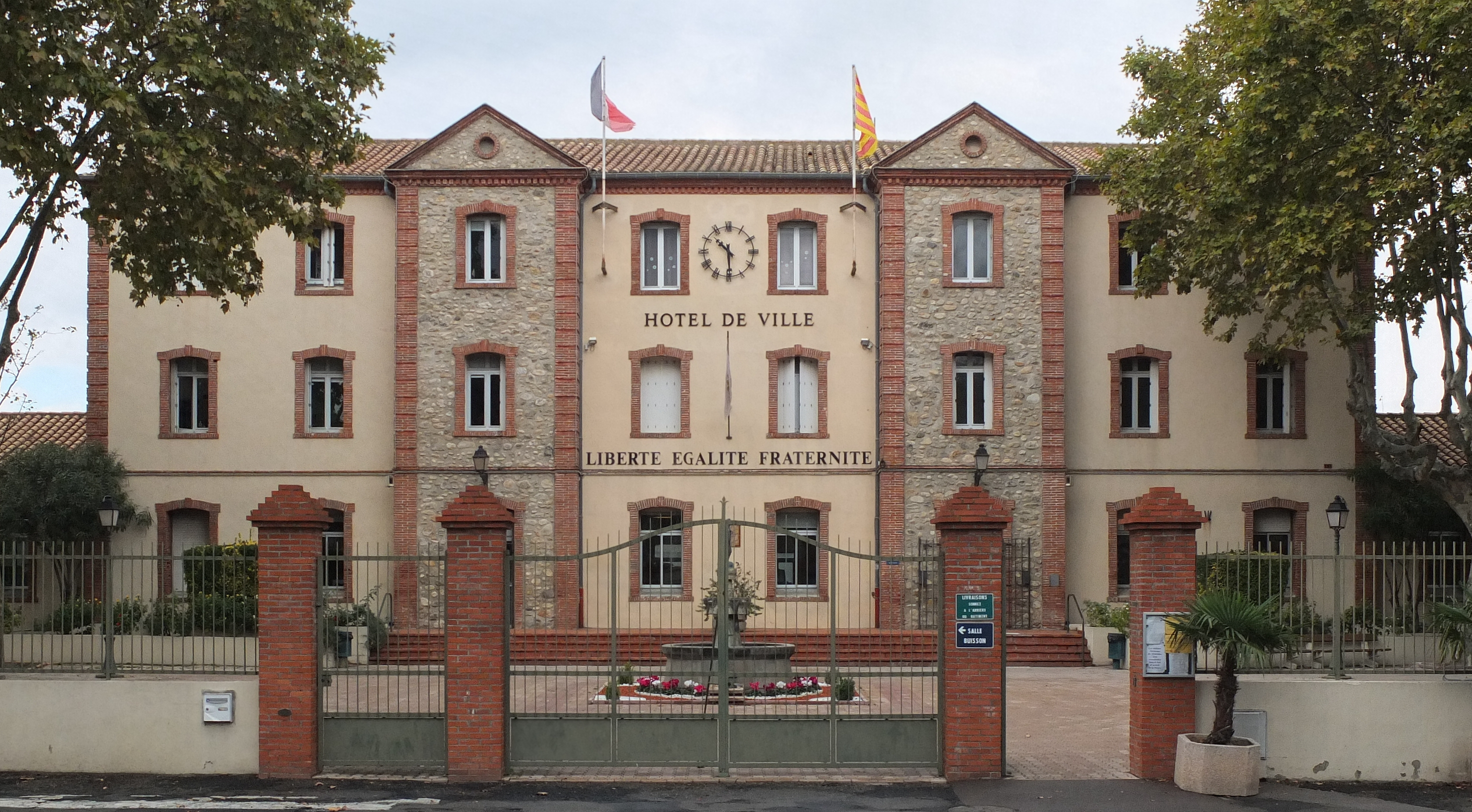
Casa consistorial

### Alcaldes
| Alcalde                | Período   |
| ---------------------- | --------- |
| Assiscle Bech          | 1790-1791 |
| Jean Grando            | 1791-1793 |
| Joseph Arman           | 1793-1794 |
| Jean Matignon          | 1794-1794 |
| Damien Padallé         | 1794-1796 |
| Bonaventure Verges     | 1796-1796 |
| François-Xavier Boluix | 1796-1798 |
| Joseph Arman           | 1798-1799 |
| François-Xavier Boluix | 1799-1800 |
| Marc Surjus            | 1800-1813 |
|                        |           |
| Paul Pujas             | ca. 1815  |
|                        |           |
| Jean Padallé Bocamy    | 1890-1892 |
| Marc Surjus-Coste      | 1892-1893 |
| Pierre Moreto          | 1893-1902 |
| Marc Surjus-Coste      | 1902-1908 |
| Louis Courtais         | 1908-1912 |
| Côme Anglade           | 1912-1914 |
| Vincent Rouzaud        | 1914-1915 |
| Dieudonné Vinyes       | 1915-1918 |
| Côme Anglade           | 1918-1919 |
| Louis Courtais         | 1919-1922 |
|                        |           |
| Etienne Bascou         | 1935 - ?  |
|                        |           |
| Frédéric Trescases     | 1944-1945 |
| Joseph Farre           | 1945-1947 |
| Germain Farre          | 1947-1947 |
| Frédéric Trescases     | 1947-1953 |
| Gaston Pams            | 1953-1981 |
| Isidore Fourriques     | 1981-1983 |
| Jean Carrère           | 1983-2001 |
| Pierre Aylagas         | 2001-2016 |
| Antoine Parra          | 2016-     |

## Demografía
| 3659 | 5022 | 5100 | 5723 | 7188 | 9069 |
| Para los censos de 1962 a 1999 la población legal corresponde a la población sin duplicidades (Fuente: INSEE [Consultar]) |      |      |      |      |      |

## Lugares de interés

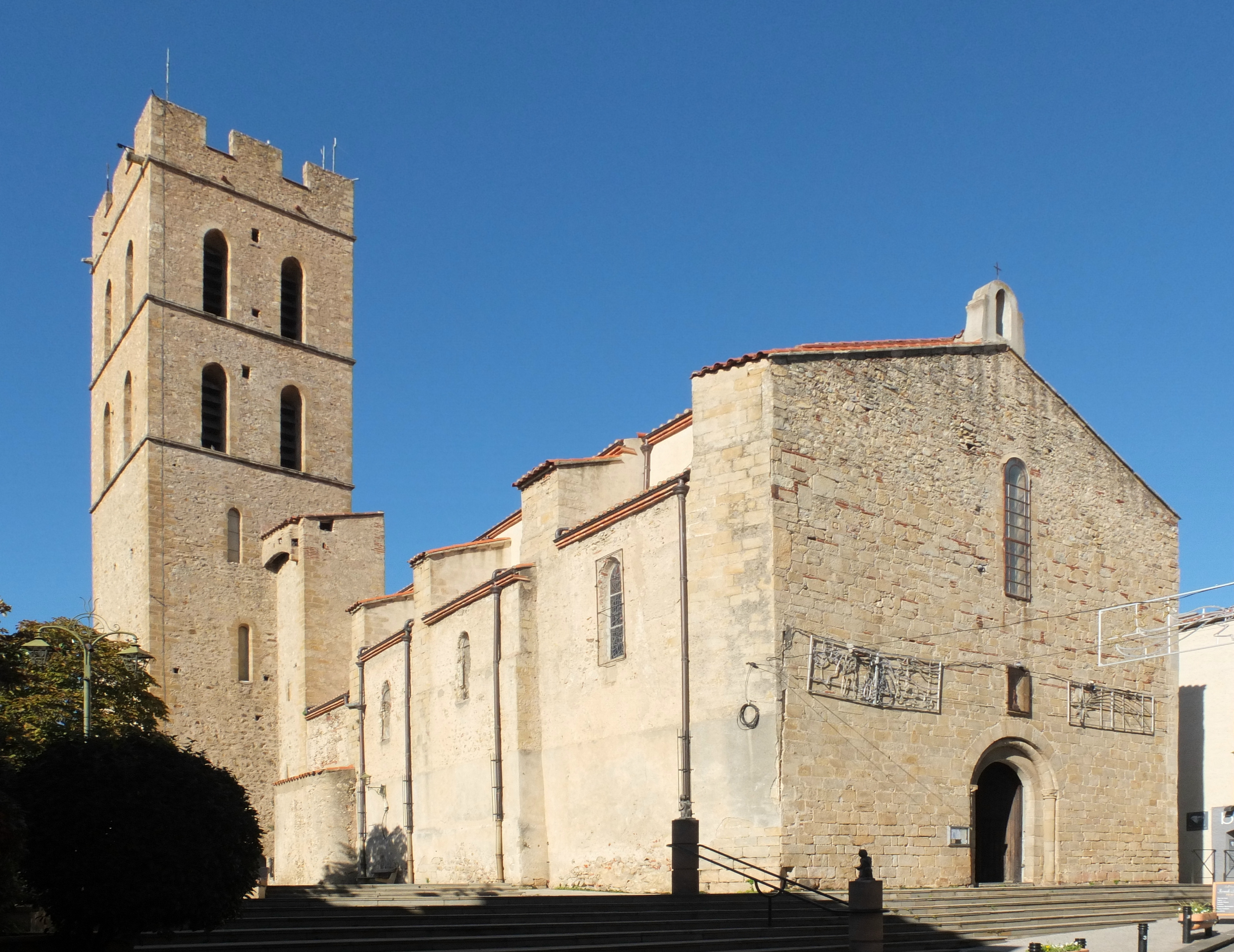
Iglesia Notre Dame dels Prats

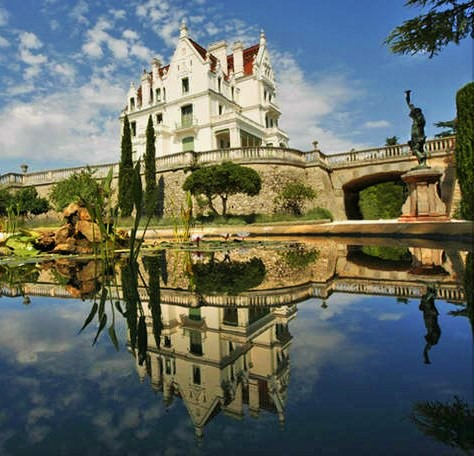
Castillo de Valmy

- La iglesia parroquial del siglo XIV, con un campanario reseñable, está dedicada a Notre dame dels Prats.
- Iglesia de Sainte-Marie de Torreneules, del siglo IX.
- Abadía de Vallbona, cisterciense del siglo XIII.
- Castillo medieval de Ultrère, el de Poujol (siglo XII) y torre de la Massane, del siglo XIII.
- Castillo de Valmy, de finales del siglo XIX, alberga el museo dedicado a la memoria de los españoles confinados en el campo disciplinario en 1939, y su parque de cinco hectáreas abierto al público.
- La Casa de les Albères. Museo de tradiciones y artes populares del «país catalán»
- Dos reservas naturales, de la Massane (en la sierra de la Albera) y la del Mas Larrieu, en la costa y uno de los pocos espacios con dunas del sur de Francia.
- Diversos dólmenes clasificados monuments historiques, entre los que cabe destacar la Cova de l'Alarb y el Collet de Cotlioure.
- Monolito-memorial situado en la playa de la localidad, en el lugar donde estuvo emplazado el campo de internamiento.

## Ciudades hermanadas
- Hürth (Alemania)
- Montgat (España)